# Joseph von Eybler

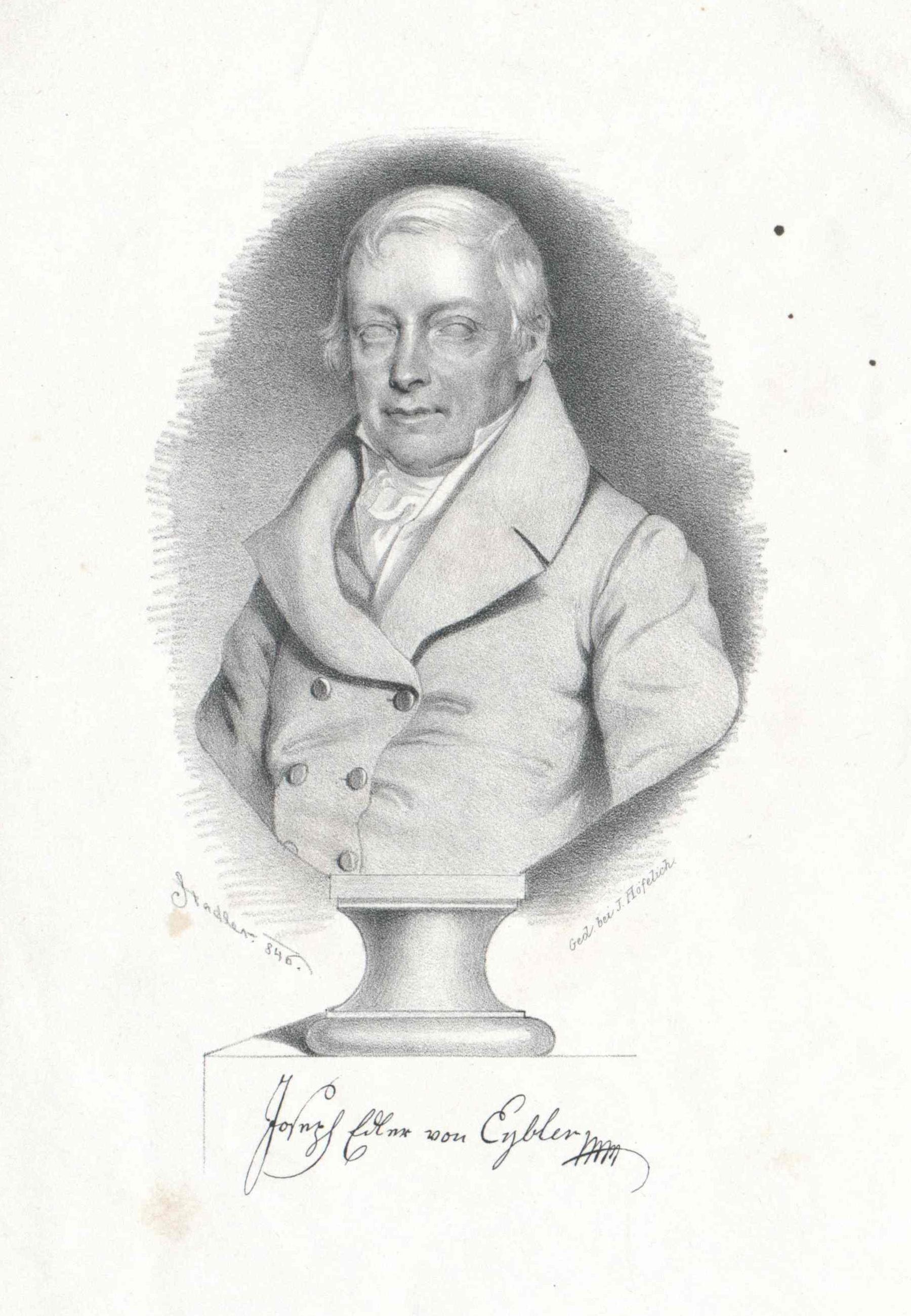
Joseph Edler von Eybler, Lithographie von Johann Stadler, 1846

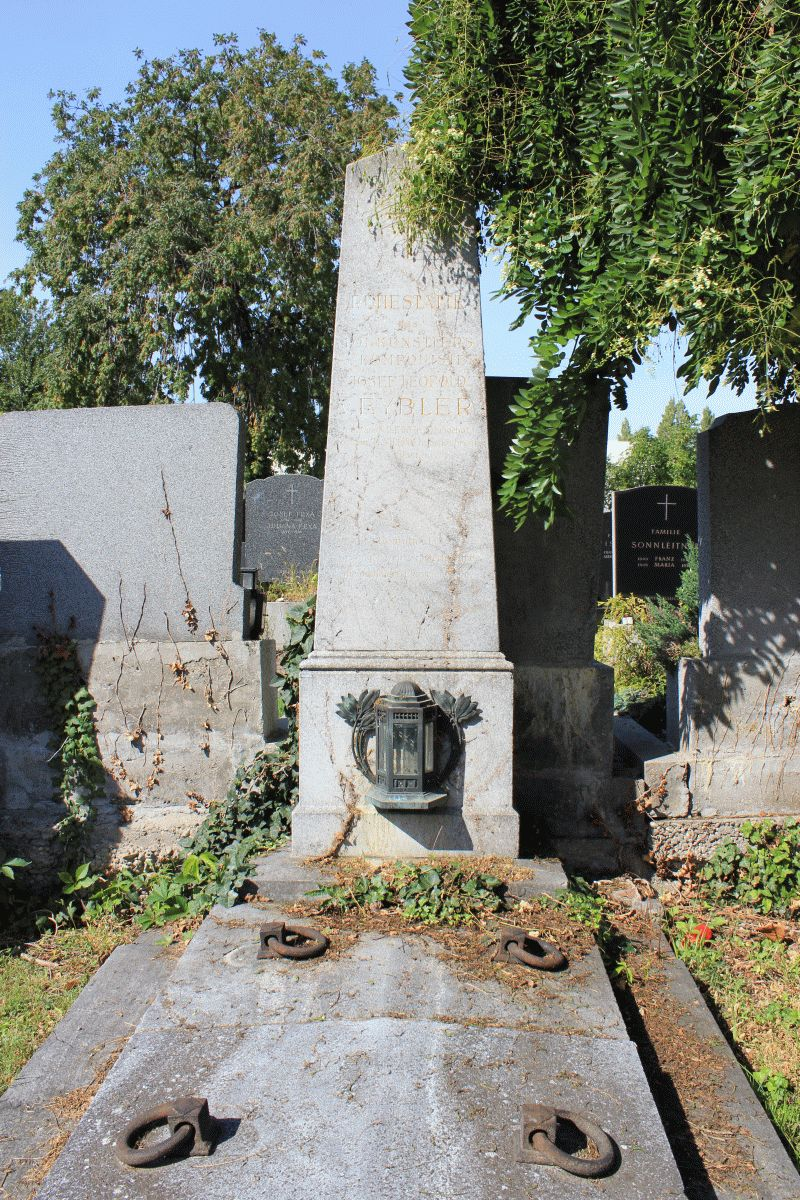
Joseph von Eyblers Grab in Schwechat

Joseph Leopold Edler von Eybler (* 8. Februar 1765 in Schwechat bei Wien; † 24. Juli 1846 in Wien) war ein österreichischer Komponist.

## Leben
Joseph Eybler erhielt seinen ersten Musikunterricht bei seinem Vater, dem Schullehrer und Chorregenten von Schwechat, Josef Leopold Eybler. Im Alter von sechs Jahren bekam er durch Hilfe des Beamten Josef Seitzer einen Platz im renommierten Knabenseminar St. Stephan in Wien, wo schon Joseph und Michael Haydn ihre Ausbildung zum Chorknaben erhalten hatten. In den Jahren 1777 bis 1779 bekam er Unterricht von Johann Georg Albrechtsberger, später auch von Joseph Haydn. Ein Studium der Rechtswissenschaft musste er aus finanziellen Gründen aufgeben und sein Leben zunächst als Instrumentallehrer und Musiker bestreiten. Er spielte Orgel, Waldhorn, Viola sowie Baryton und komponierte. Musikalisch wegweisend waren seine Streichquintette. Zu seinen Förderern gehörten neben Joseph Haydn, der ihm am 8. Juni 1790 in einem Zeugnis vorzügliches Talent bescheinigte, auch Kardinal Christoph Anton von Migazzi und Gottfried van Swieten, vor allem aber Kaiserin Maria Theresia, die ihm eine Anstellung als Hof-Musiklehrer vermittelte.
Eybler war befreundet mit Wolfgang Amadeus Mozart, der ihn im Mai 1790 in Schwechat besuchte und ihm ein Zeugnis ausstellte. Die Witwe Mozarts erteilte ihm 1791 zunächst den Auftrag zur Vollendung des fragmentarischen Requiems, das aber nach einem abgebrochenen Ergänzungsversuch Eyblers letztlich von Franz Xaver Süßmayr fertiggestellt wurde. Eybler wurde 1792 Chordirektor bei den Karmeliten, anschließend (1794 bis 1824) im Schottenstift in Wien.
Im Jahr 1804 wurde Eybler zum Vizehofkapellmeister neben Antonio Salieri ernannt. Am 27. Oktober 1806 heiratete er Theresia Müller (1772–1851). Dieser Ehe entstammten zwei Kinder, Tochter Theresia (1806–1809) und Sohn Josef (1809–1856), der am 22. Mai 1843 Maria Edle von Simonyi (1818–1889), Schwester des k. k. Feldmarschallleutnant Moriz Simonyi de Simony et Vársány heiratete. Nach der Pensionierung Salieris 1824 übernahm Eybler das Amt des Hofkapellmeisters. Am 23. Februar 1833 erlitt Eybler während einer Aufführung des Requiems von Mozart einen Schlaganfall, welcher zu einer bleibenden Lähmung führte. Wegen seiner Verdienste als Leiter der Wiener Hofmusikkapelle und als Komponist wurde er 1835 geadelt.
Er verstarb im Alter von 81 Jahren in Wien und wurde am Allgemeinen Währinger Friedhof beigesetzt. Nach der Schließung des Friedhofs wurde sein Leichnam enterdigt und 1923 auf dem Zentralfriedhof im Familiengrab beerdigt. Nach der Auflassung des Grabes wurden die Überreste 1935 am Pfarrfriedhof „Klein-Schwechat“ am Alanovaplatz in Schwechat provisorisch begraben. Die heutige Grabstelle wurde 1953 errichtet.
Im Jahr 1894 wurde in Wien-Döbling (19. Bezirk) die Eyblergasse nach ihm benannt.
Am Geburtshaus des Komponisten am Hauptplatz 5 in Schwechat wurde 1922 eine Gedenktafel mit Porträtrelief angebracht, die 1971 erneuert wurde.

## Werke (Auswahl)
- L’épée enchantée (Das Zauberschwert), Oper, Wien 1790
- Die Hirten an d. Krippe zu Bethlehem, Oratorium, 1794
- Die vier letzten Dinge, Oratorium, 1810
- Requiem, 1802
- Konzert für Klarinette und Orchester in B-Dur